# استان نووارا
استان نووارا (ایتالیایی: Provincia di Novara) استانی در ناحیه پیمونت ایتالیا می‌باشد. مرکز این استان شهر نووارا است.
مساحت استان نووارا ۱٬۳۳۹ کیلومتر مربع و جمعیت آن طبق آمارهای سال ۲۰۱۲ میلادی ۳۷۳٬۰۸۱ نفر است. ۸۸ بخش در این استان قرار دارند.
برنج،  ذرت و انگور مهمترین محصولات کشاورزی این استان میباشند.

## بخش‌ها و جمعیت آنها
| رده | بخش                  | جمعیت  | Area (km۲) | Density (inhabitants/km۲) | Altitude (mslm) |
| --- | -------------------- | ------ | ---------- | ------------------------- | --------------- |
| 1st | نووارا               | ۱۰۵۰۲۴ | ۱۰۳٫۰۲     | 1019.5                    | ۱۶۲             |
| 2nd | بورگومانرو           | ۲۱۵۱۸  | ۳۲٫۳۶      | 665                       | ۳۰۷             |
| 3rd | ترکاته               | ۲۰۱۹۰  | ۳۸٫۳۸      | 526.1                     | ۱۳۶             |
| 4th | گالیاته              | ۱۵۴۱۲  | ۲۹٫۵۴      | 521.7                     | ۱۵۴             |
| 5th | آرونا                | ۱۴۵۴۷  | ۱۴٫۹۰      | 976.3                     | ۲۱۲             |
| 6th | اولگیو               | ۱۳۶۱۶  | ۳۷٫۸       | 360.2                     | ۲۳۲             |
| 7th | کامری                | ۱۰۸۷۸  | ۳۹٫۶۵      | 274.4                     | ۱۶۱             |
| 8th | کاستلتو سوپرا تیچینو | ۱۰۲۵۹  | ۱۴٫۶۱      | 702.2                     | ۲۲۶             |